# 赤柱大街

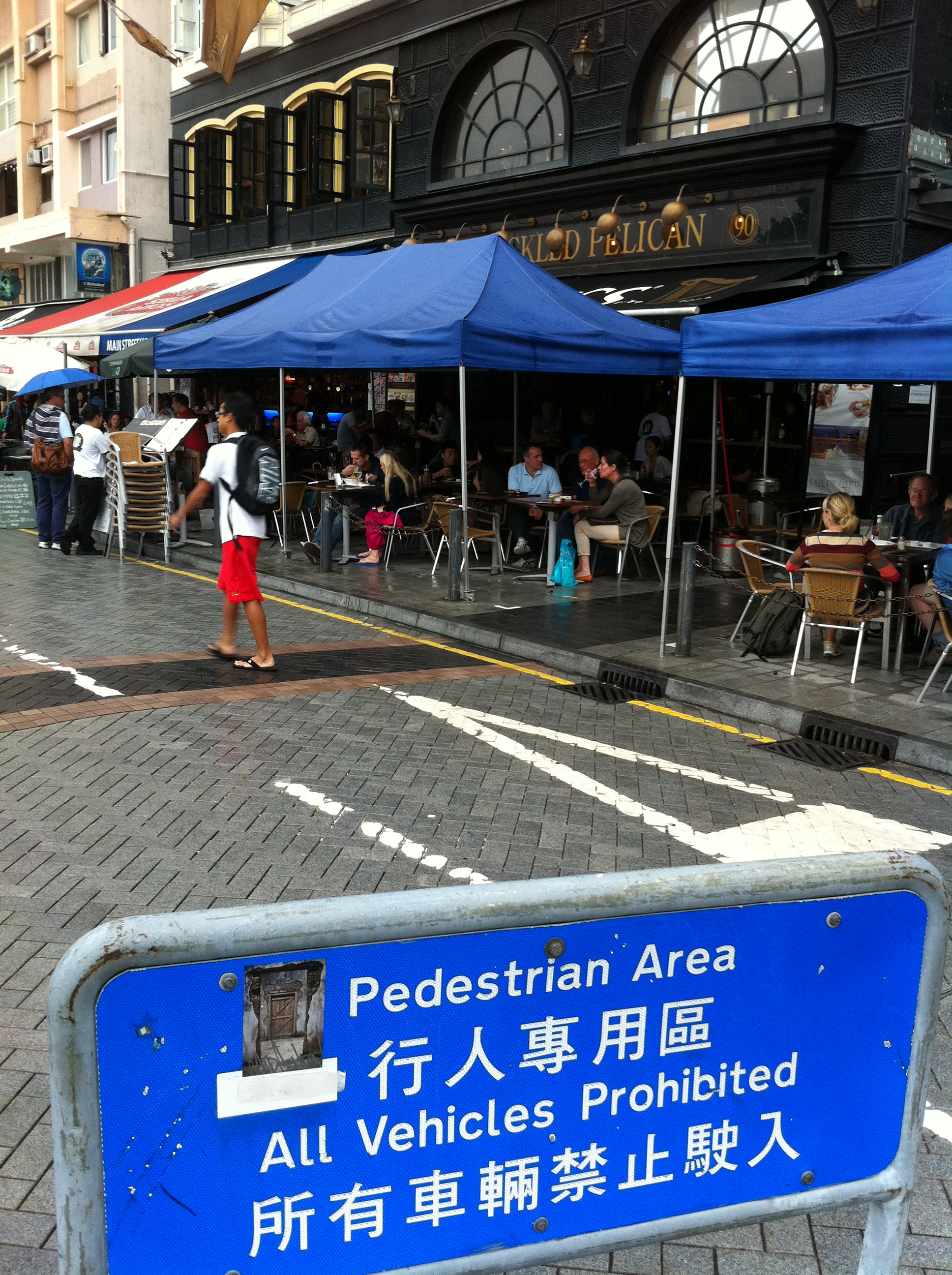
於假日設立的行人專用區

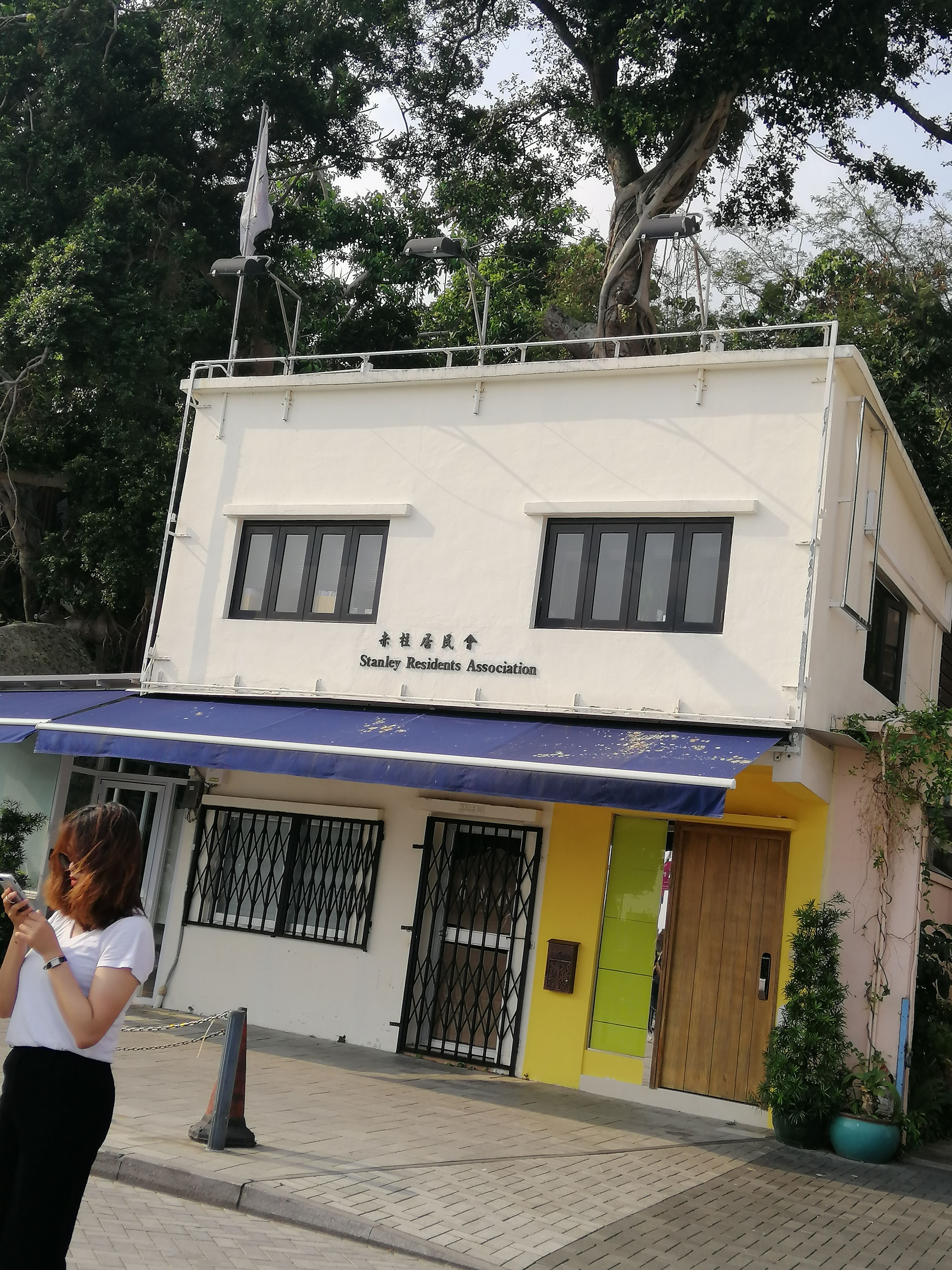
赤柱居民會

赤柱大街（英語：Stanley Main Street）是港島區赤柱、近赤柱灣東面沿岸的一條街道，及其附近「赤柱市集」的區域的統稱。赤柱大街在假日遊人如鰂。 赤柱大街西望有美麗的海景，東邊路旁有不過六層高的一列唐樓群，有酒吧、西式餐廳及賣手信紀念品的小商店，附近是遊客觀光區，特別是海旁的一段，假日是步行街。由於酒吧林立，也有酒吧街之稱。
赤柱大街在2006年由建築署斥資9000萬港元再行發展，在赤柱灣岸邊加建一段海濱長廊，於翌年竣工。赤柱海濱長廊以木條鋪成步道，並種植整齊的大樹，阻隔灰塵。

## 圖片廊

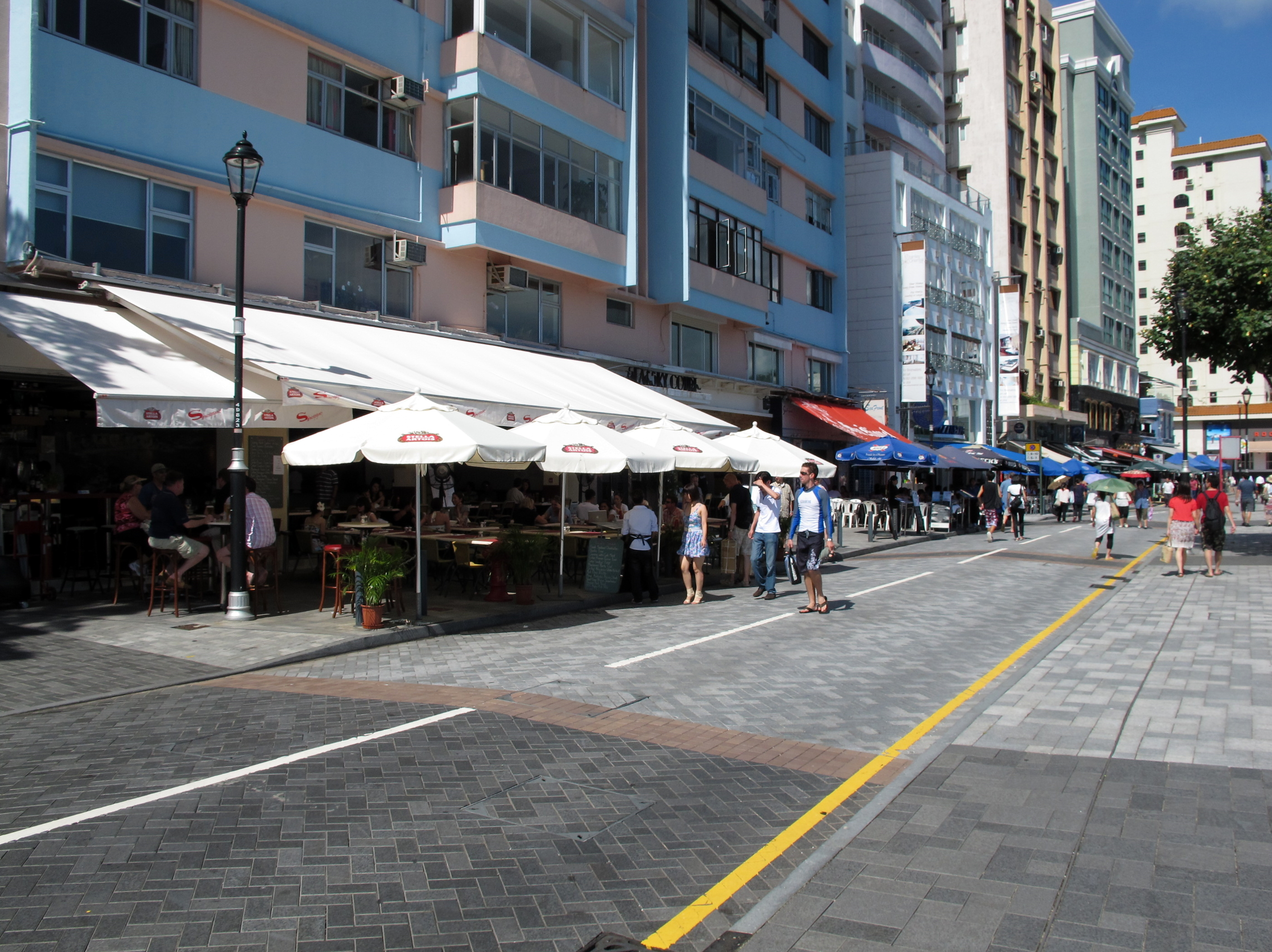
赤柱大街（2010年）
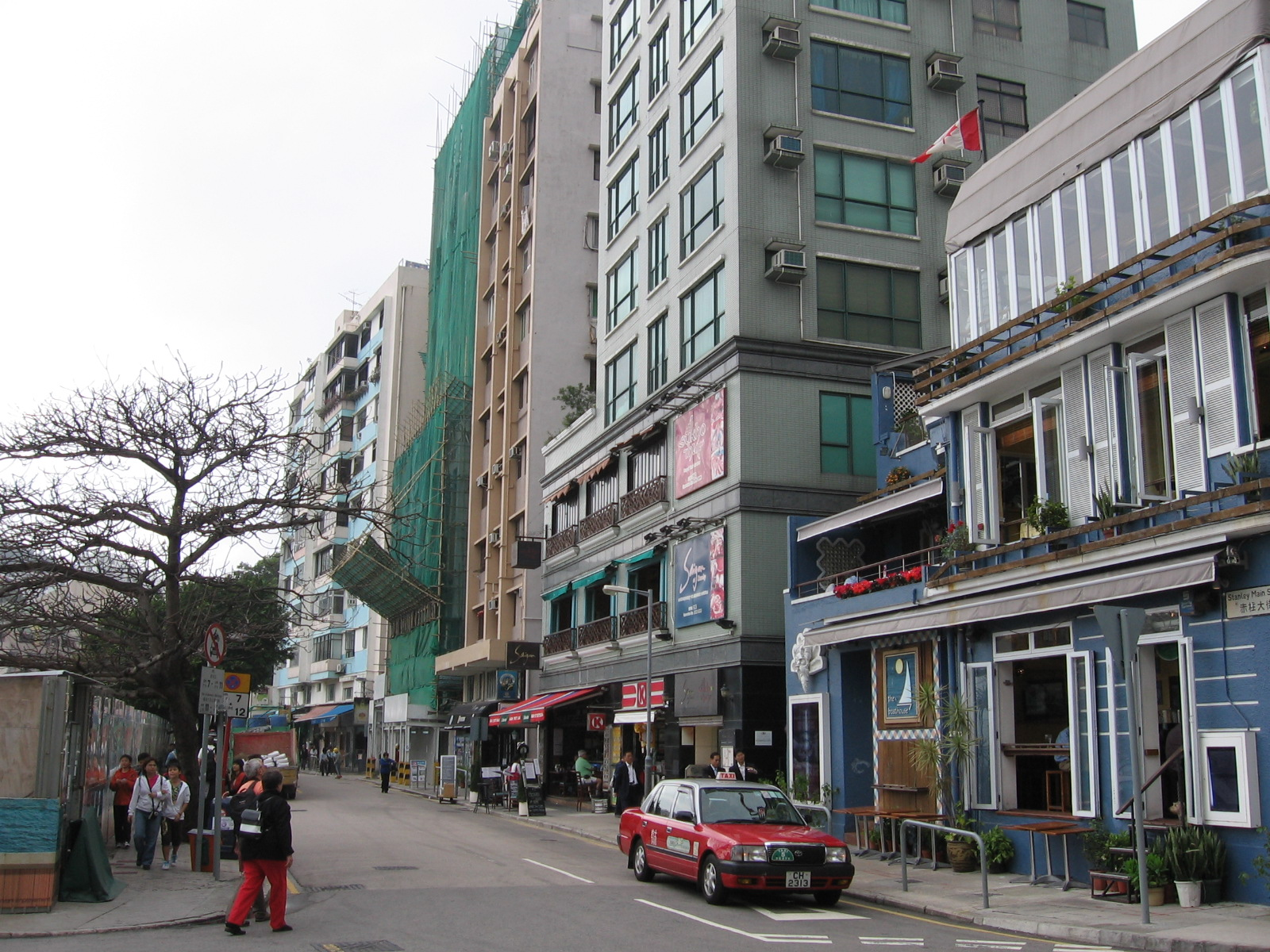
改造中的赤柱大街（2006年）
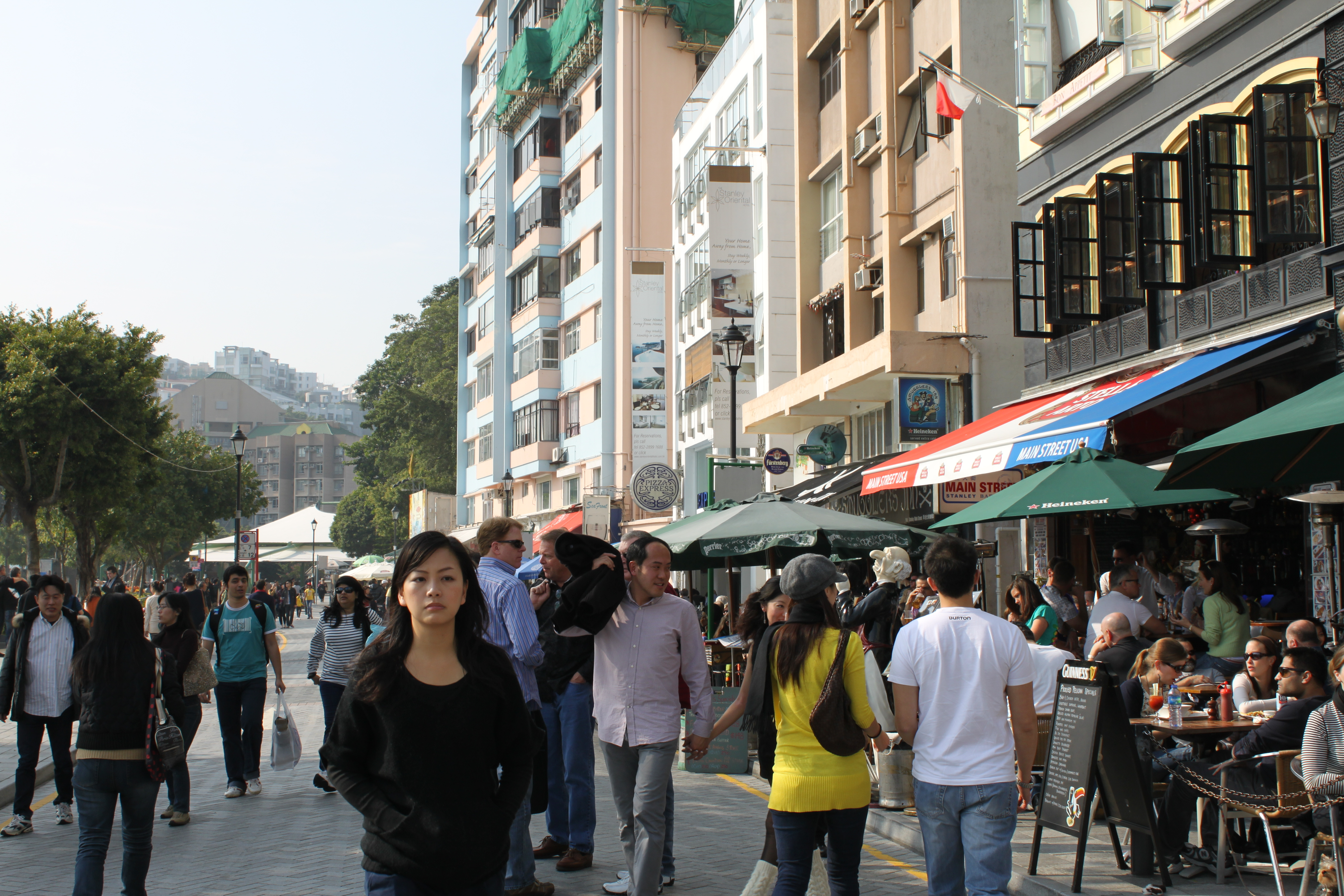
赤柱大街在假日人數眾多
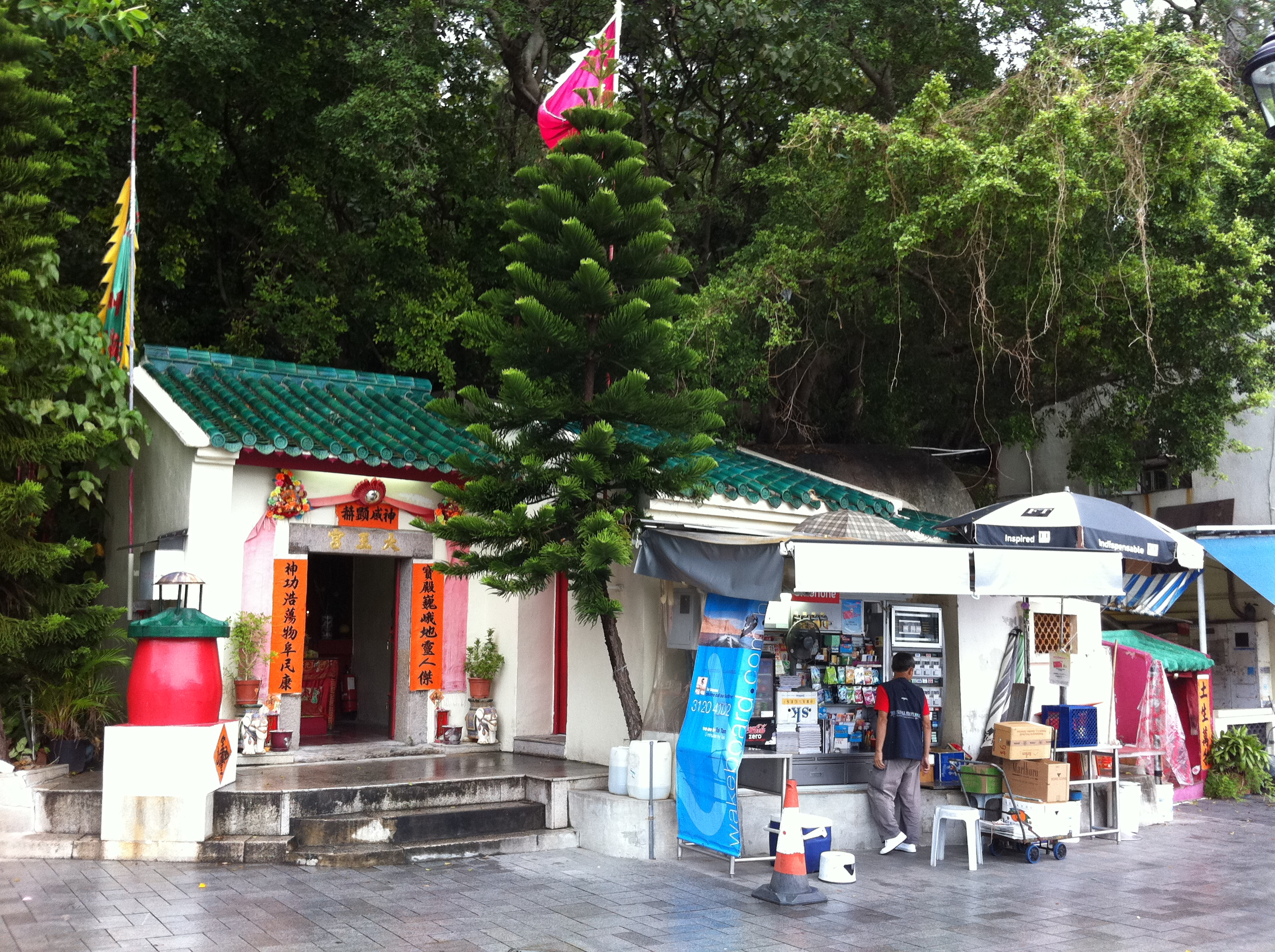
赤柱大王爺廟

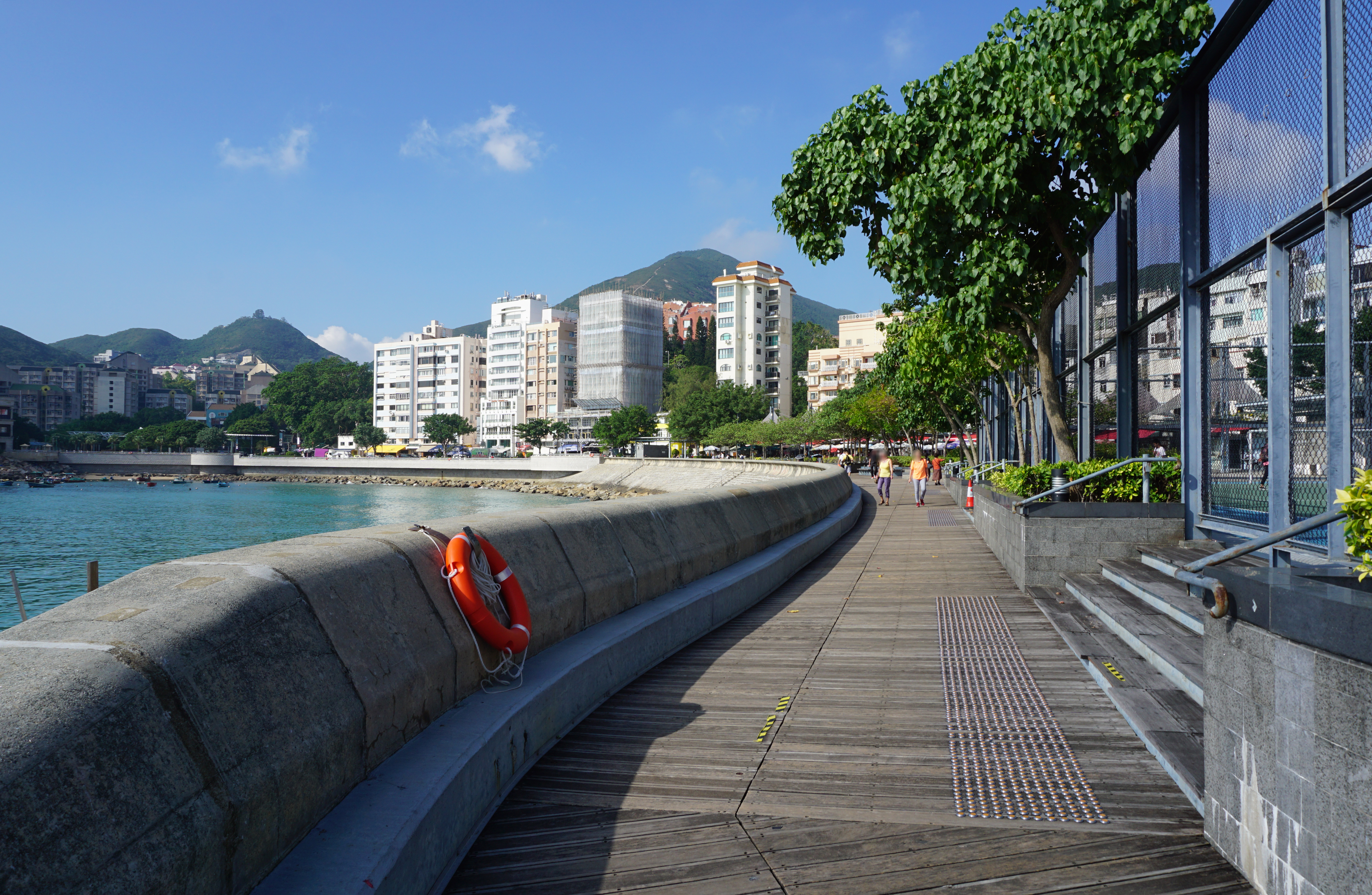
赤柱海濱長廊東段
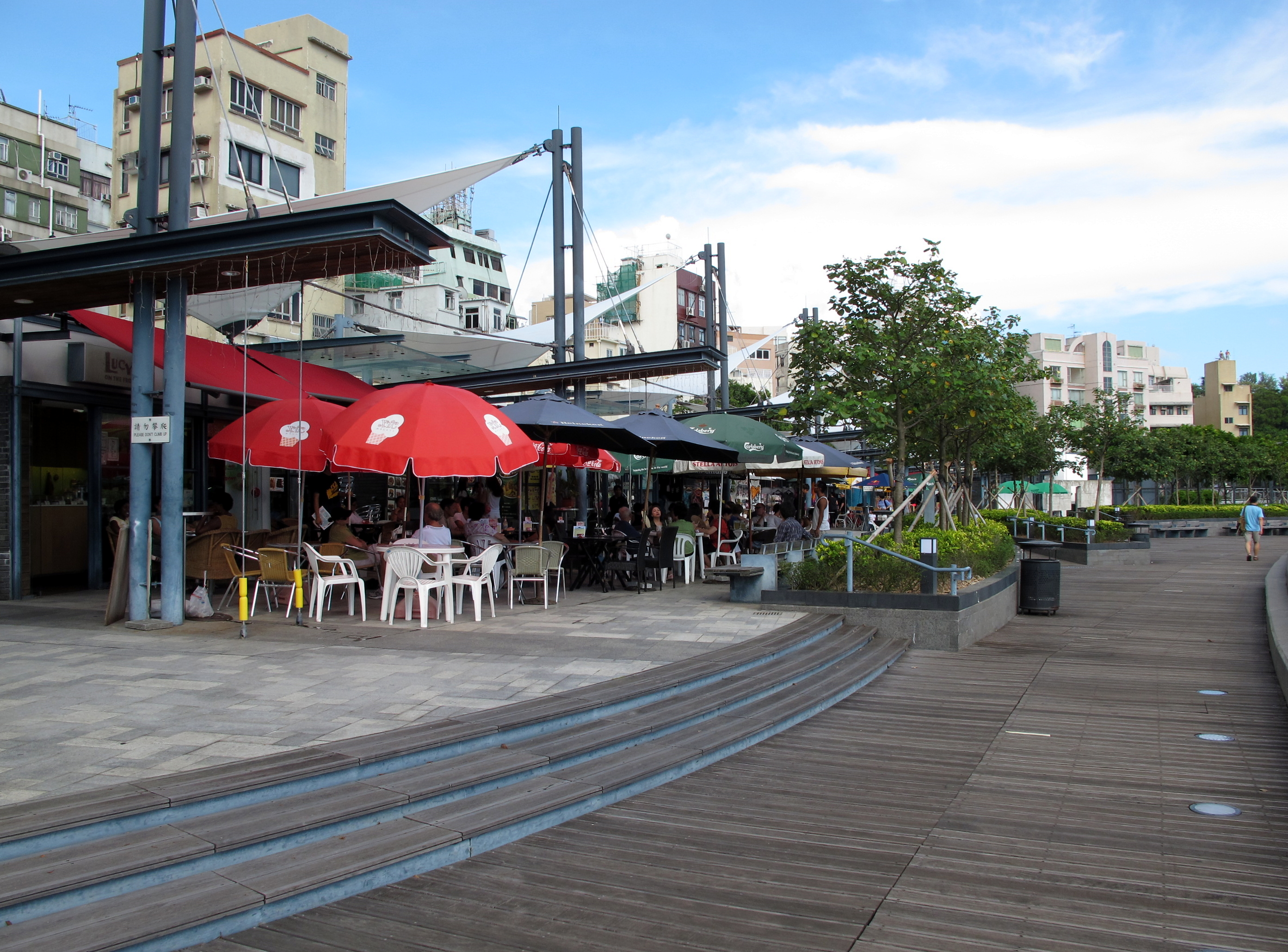
赤柱海濱長廊中段近赤柱海濱小賣亭
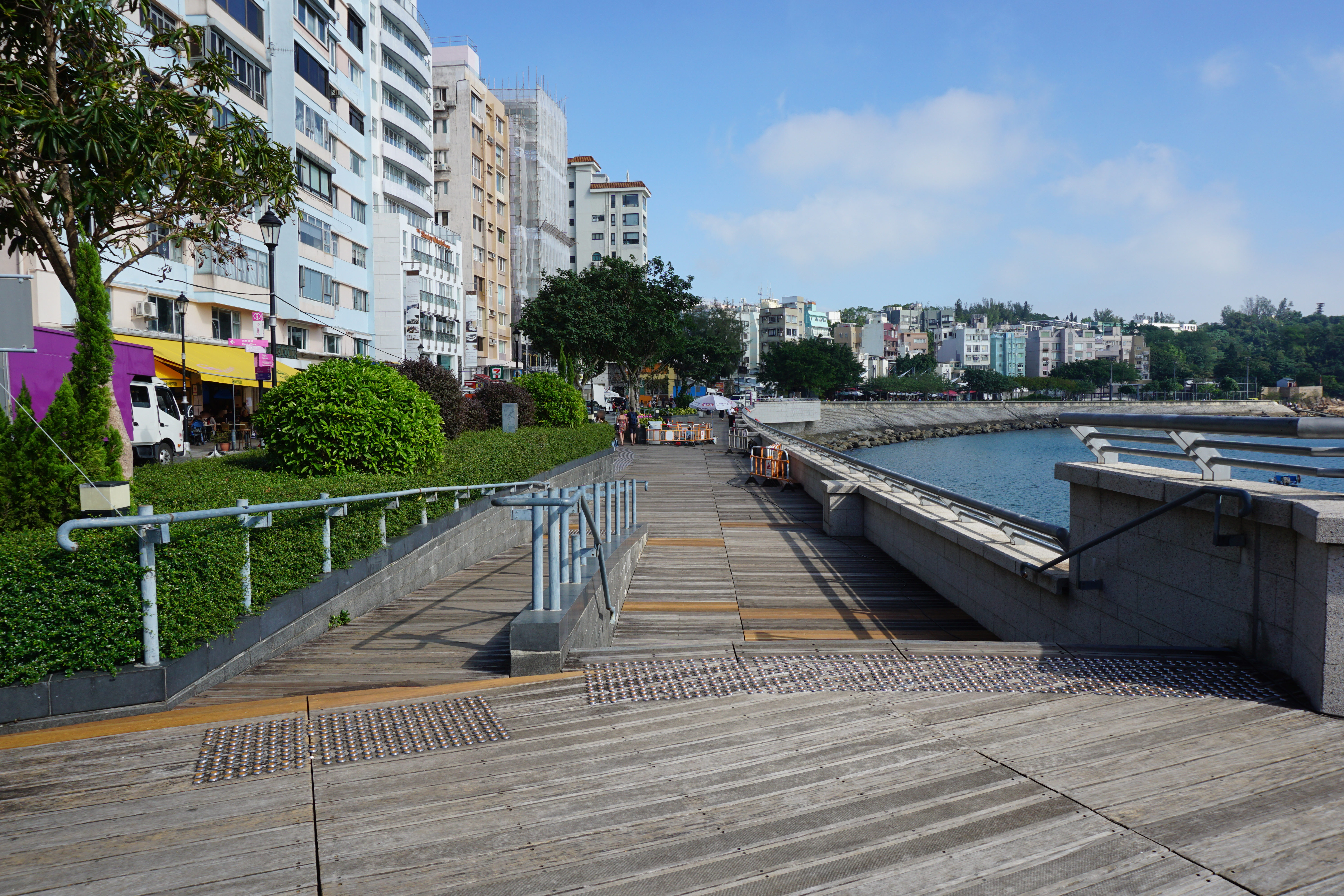
赤柱海濱長廊西段

## 相關事件
2008年8月，在赤柱大街有一棵百年古樹倒塌，主幹一分為二壓住行人路，有人被樹幹砸中而傷重不治，另有途人被倒下的樹枝擦傷。2009年3月，死因庭召開一連五日的死因聆訊，最終裁定事件是意外，但可以避免，批評康文署的負責人員缺乏專業知識，相關指引不足，並建議成立獨立部門管理樹木問題。

## 鄰近建築
- 八間屋
- 美利樓
- 赤柱卜公碼頭
- 赤柱廣場

## 外部連結
- 東方日報：「八間屋」客家式遺產 （页面存档备份，存于）